# Faouzi Hobeich
Fawzi Hobeich est un homme politique libanais.
Originaire du Akkar au Liban Nord, il occupe différents postes dans la haute administration publique. En 1996, soutenu par les forces prosyriennes, il bat aux élections législatives l'ancien ministre Mikhael Daher, et devient député maronite du Akkar. Dans la foulée, il est nommé ministre de la Culture et de l'Enseignement supérieur dans le gouvernement de Rafiq Hariri.
Son alliance avec les partis prosyriens se brise en 2000 et il échoue à se faire réélire. En 2005, c'est son fils - Hadi Hobeich - qui se présente avec succès aux élections, et évince, une nouvelle fois, le même Mikhael Daher.